# Alexandra
Alexandra (řecky Αλεξάνδρα) je ženské křestní jméno řeckého původu. Jedná se o ženskou obdobu jména Alexandr (Obránce mužů). Jinou osamostatnělou podobou je Alexa, Alexia a Sandra. Domáckou podobou jména je Saša.
Jmeniny má podle českého občanského kalendáře 21. dubna.

## Statistické údaje
Následující tabulka uvádí četnost jména v ČR a pořadí mezi ženskými jmény ve srovnání dvou roků, pro které jsou dostupné údaje MV ČR – lze z ní tedy vysledovat trend v užívání tohoto jména:
| Rok       | Četnost    | Pořadí   |
| 1999      | 6117       | 104.     |
| 2002      | 6292       | 103.     |
| Porovnání | o 175 více | o 1 lépe |
| 2006      | 6828       | 100.     |

Změna procentního zastoupení tohoto jména mezi žijícími ženami v ČR (tj. procentní změna se započítáním celkového úbytku žen v ČR za sledované tři roky 1999–2002) je +3,7 %, což svědčí o poměrně značném nárůstu obliby tohoto jména.

## Domácké podoby
Alex, Ali, Alexinka, Saša, Sašenka, Sandra, Lexa

## Známé nositelky jména
- sv. Alexandra Římská – mučednice

- Alexandra (zpěvačka) (1942–1969) – německá zpěvačka (vl. jm. Doris Nefedov)
- Alexandra Dánská – anglická královna, žena Eduarda VII.
- Alexandra Fjodorovna – jméno dvou ruských careven:
  - Šarlota Pruská (1798–1860) – pruská princezna, dcera Fridricha Viléma III., manželka cara Mikuláše I.
  - sv. Alix Hesensko-Darmstadtská – hesenská princezna, manželka cara sv. Mikuláše II., poslední ruská carevna (1872–1918)
- Alexandra Řecká a Dánská – poslední jugoslávská královna
- Alexandra Lucemburská – lucemburská princezna
- Alexandra Berková – česká spisovatelka
- Alexandra Burke – americká zpěvačka
- Alexandra Daddario – americká herečka
- Alexandra Kollontajová – sovětská politička a diplomatka
- Alexandra Pavelková – slovenská spisovatelka
- Alexandra David-Néel – belgicko-francouzská spisovatelka, cestovatelka, anarchistka, spiritualistka a buddhistka
- Alexandra Maria Lara – německá herečka rumunského původu
- Alexandra Hrouzková – česká psycholožka a publicistka
- Alexandra Meissnitzer – rakouská lyžařka
- Alexandra Kostěňuk – ruská šachistka
- Alexandrina Meklenbursko-Zvěřínská – rodem meklenburská princezna a jako manželka dánského krále Kristiána X. v letech 1912–1952 dánská královna
- Alexandra Gachulincová – slovenská topmodelka
- Alexandra Udženija – česká politička ODS
- Sáša Dušková – česká historička
- Saša Uhlová – česká novinářka
- Alexandra Trusovová - ruská krasobruslařka